# Габрник (Јуршинци)
Габрник (словен. Gabrnik) је насељено место у општини Јуршинци, Подравска регија, Словенија.

## Историја
До територијалне реорганизације у Словенији био је у саставу старе општине Птуј.

## Становништво
У попису становништва из 2011. године, Габрник је имао 274 становника.
| Број становника према пописима | Број становника према пописима | Број становника према пописима |
| ------------------------------ | ------------------------------ | ------------------------------ |
| 1991                           | 2002                           | 2011                           |
| 262                            | 244                            | 274                            |